# Зелений Клин
51° пн. ш. 134° сх. д. / 51° пн. ш. 134° сх. д.
Зеле́ний Клин, Зелена Україна, Закитайщина — історична українська назва території Приамур'я (Зовнішня Маньчжурія) — південної частини Далекого Сходу, у нижній частині річки Амур і над Тихим океаном; площею близько 1 млн км².
Найбільші міста: Хабаровськ, Владивосток, Комсомольськ-на-Амурі, Уссурійськ. Загальне господарське значення (включно з експортом) мають видобуток золота і кольорових металів, рибна, лісова промисловість, ловецтво, суднобудування і морський транспорт, з продуктів сільського господарства — соя.
За даними перепису 1926 року в Зеленому Клині мешкало 309 000 українців (із 315 000 усіх українців Далекого Сходу), або 25 % усього далекосхідного населення. У період існування СРСР українське населення регіону зазнало масових депортацій і русифікації.

## Етимологія назви
Спочатку клином українці називали земельний наділ, а до кінця XIX століття так стали називати заселені українцями землі на схід від основної території України. Також існує версія, що клин позначає географічні контури Зеленого Клину.
Відомі також «Жовтий Клин» (середнє і нижнє Поволжя), «Малиновий Клин» (Кубань) і «Сірий Клин» (південь Західного Сибіру і Північного Казахстану).

## Географія

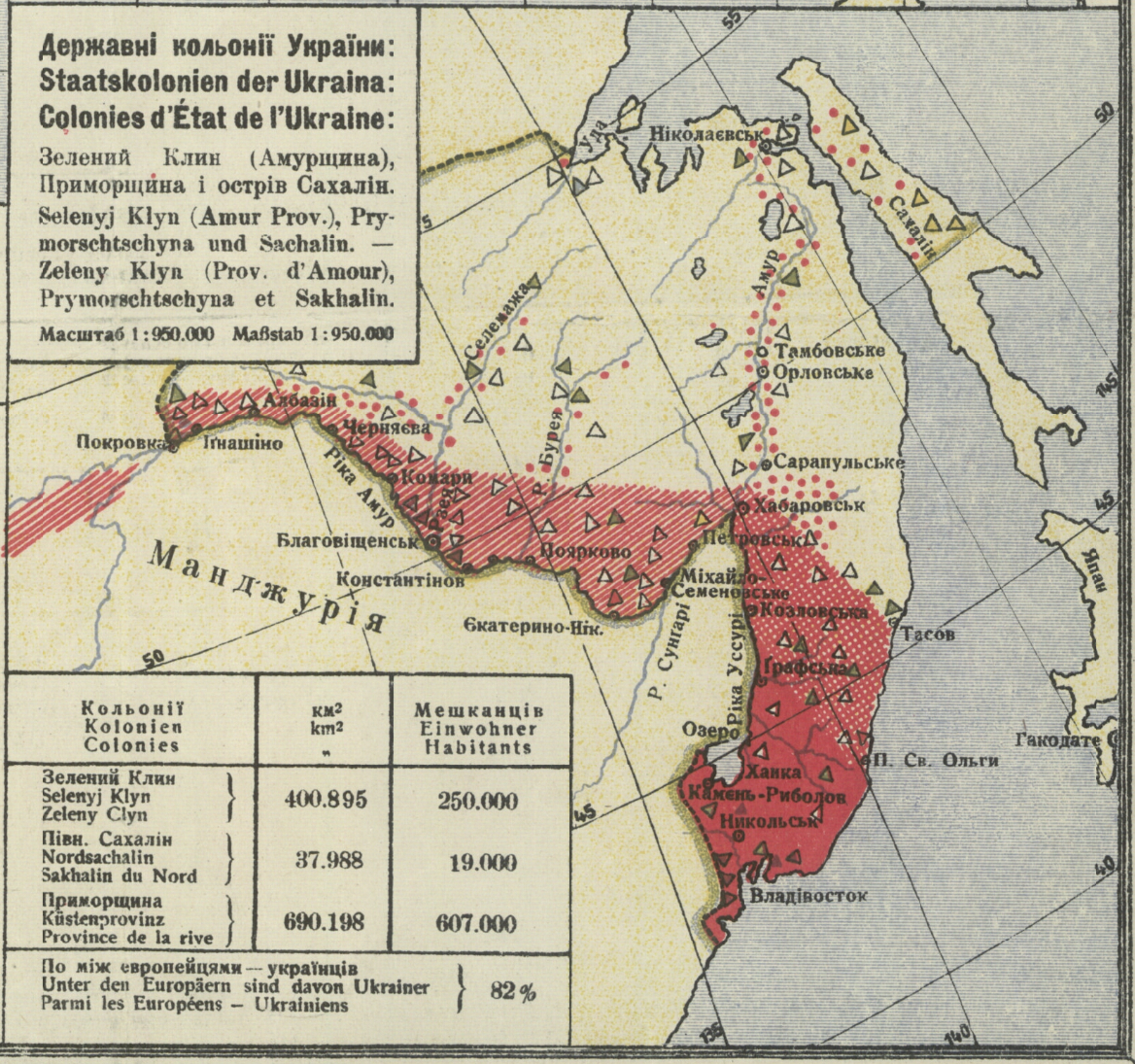
Мапа «Державні кольонії України» Георґа Гасенка, 1920 рік.

Назву Зелений Клин дали українці-переселенці до Уссурійського краю, спочатку маючи на увазі лише південну частину сучасного Приморського краю, проте відтак ця назва поширилася також і західніше та північніше, на всі землі, заселені українцями від озера Байкал. Назва «Зелений» походить від численних лісів і взагалі багатого рослинного світу, а «Клин» — від його географічного положення.
Межі Зеленого Клину, по-перше, через постійні зміни від початку української колонізації до масового антиукраїнського терору 1930-их та денаціоналізації пізнього радянського періоду, а, по-друге, через неоднорідність українського населення, визначити однозначно досить важко. Згідно з І. Шимоновичем межі краю можна визначити так:
- на півдні — річки Амур і Уссурі та Японське море;
- на півночі: Становий хребет (гори), або адміністративний кордон між Амурською і Якутською областю (сучасна Якутія), а далі на схід адміністративна границя між Удською та Охотською округою аж до Охотського моря;
- на сході: Японське море, Татарська протока та Охотське море;
- на заході: адміністративна границя між Амурською та Забайкальською областю.

Територія Зеленої України, таким чином, за І. Шимоновичем становить 1 008 000 км².

## Історія

### Періодизація
Дослідник Зеленого Клину Іван Світ виділяв в історії українського громадського життя регіону чотири періоди:
- від перших переселень до 1905 р.
- 1905—1917 рр.
- 1917—1922 рр.
- від 1922 року.

Канадський дослідник Михайло Марунчак виділяє три періоди в розвитку українського культурного життя на Далекому Сході: царський, «період свобідного вияву» та русифікаційний.

### Початки української колонізації
Перші спроби опанування Зеленого Клину припадають на першу половину XVII століття, у середині XIX століття починається друга експансія Російської імперії; з ініціативи генерала П. Унтерберґера з 1882 року безкоштовний перевіз поселенців — майже винятково українських селян — морем з Одеси та відведення їм найліпших земель в Уссурійсько-Ханківській низовині.

За переписом 1897 року українська мова (жовтий колір) була найпоширенішою мовою у Південно-Уссурійському окрузі

За дослідженнями радянського вченого В. М. Кабузана, у 1883—1905 рр. на Далекий Схід усього переселилося 172 876 осіб, з українських губерній — 109 510 осіб, або 63,4 % всіх переселенців. Більшість із них оселилося в Приморській області — 77 139 українців, себто 78,1 %. Серед переселенців до Амурської області в цей період відсоток українців був менший і становив 47,8 %. Слід додати, що за місцем походження серед поселенців до Амурщини відчутно переважали полтавці — 64,51 %, вихідців із Правобережної України було значно менше. В. Кабузан стверджує, що питома вага українців у Приморській області до 1903 р. ніколи не була нижча за 75 %.
У 1906—1916 рр. на Далекий Схід прибуло 259 522 особи, з них українців — 166 787, або 64,27 %. Хоча в цей період переселенців з України прибуло більше, але питома вага їх знизилася з 65,82 % до 64,27 % за рахунок переселенців з інших губерній європейської частини Російської імперії. З українських переселенців цього етапу 102 618 (61,25 %) осіли в Приморській області. Це були чернігівці — 21,57 %, кияни, волиняни та подоляни разом становили 47 125 осіб та ще 7202 чоловіки — зі степової України.
За даними В. Кабузана, в 1850—1916 рр. з України на Далекий Схід переселилося 276 300 осіб, або 56,54 % всіх переселенців. В Амурській області українці становили 49,7 % поселенців, у Приморській — 61,2 %.
Ось як описує один із кореспондентів того часу, В. Ілліч-Світич місто Уссурійськ в 1905 р.:
Це велике малоросійське село. Головна і найстаріша вулиця — Микольська. Обабіч всієї вулиці простягнулися білі мазанки, місцями ще й досі покриті соломою. У кінці міста, при злученні Раківки з Супутінкою, як часто і на споконвічній Україні, облаштовано «ставок», біля якого мальовничо притулився «Млинок», так що виходила б цілком картина, в якій «старий дід», в одній пісні, засоромлює «молоду дівчину» — «і ставок, і млинок, і вишневенький садок», якби останній був присутній. Серед російського населення, не враховуючи козаків, малороси настільки переважають, що сільських жителів міський, так званий інтелігентний, називає не інакше як «хохлами». І дійсно, серед полтавців, чернігівців, киян, волинян та інших українців, переселенці з великоросійських губерній зовсім губляться, мовби вкраплення в основний малоросійський елемент. Базар у торговий день, наприклад у Микольську-Уссурійському, вельми нагадує якесь містечко в Україні; така ж сила-силенна круторогих волів, що ліниво ремиґають біля возів, наповнених мішками борошна, крупи, сала, свинячих туш тощо; той же український одяг на людях. Усюди чути веселий, бадьорий та жвавий малоросійський говір, і у спекотний літній день можна подумати, що перебуваєш десь у Миргороді, Решетилівці або Сорочинцях часів Гоголя.
Оригінальний текст (рос.)
Это большое малорусское село. Главная и самая старая улица — Никольская. Вдоль всей улицы, по обеим сторонам, вытянулись белые мазанки, местами и теперь еще крытые соломой. В конце города, при слиянии Раковки с Супутинкой, как часто и на коренной Украине, устроен «ставок», подле которого живописно приютился «млынок», так что получалась бы вполне та картина, в которой «старый дид» в одной песне смущает «молоду дивчину» — «и ставок, и млынок, и вишневенький садок», если бы этот последний был налицо. Среди русского населения, не считая казаков, малороссы настолько преобладают, что сельских жителей городской, так называемый интеллигентный, называет не иначе, как «хохлами». И действительно, среди полтавцев, черниговцев, киевских, волынских и других украинцев переселенцы из великорусских губерний совершенно теряются, являясь как бы вкраплением в основной малорусский элемент. Базар в торговый день, например, в Никольске-Уссурийском весьма напоминает какое-нибудь местечко в Украине; та же масса круторогих волов, лениво пережевывающих жвачку подле возов, наполненных мешками муки, крупы, сала, свиных туш и т.п.; та же украинская одежда на людях. Повсюду слышится веселый, бойкий, оживленный малорусский говор, и в жаркий летний день можно подумать, что находишься где-нибудь в Миргороде, Решетиловке или Сорочинцах времен Гоголя.
— «Зеркало недели». № 42 (263) 23 — 29 октября 1999
Попри значну частку українців у населенні, українська мова була практично позбавлена права на існування, особливо в містах. Адже фактично всі важливі посади в державних структурах, включно з освітніми займали росіяни, які притримувались і поширювали погляди на українську мову, як на «сільське наріччя» російської мови. Тому в містах найчастіше переважала саме російська мова. Серед українців, які переїздили до міст, значна частина соромилися розмовляти рідною мовою. Досить часто українці, для додавання солідності своїм прізвищам, переробляли їх на російський зразок, додаючи такі закінчення як «-ов» або «-їв». За свідченнями В. Ілліча-Світича:
Серед старих торгових фірм стали з'являтися і нові, безсумнівно українського походження. Але наче сільський хлопець, взятий у «москалі», і який тепер чомусь вважає себе кращим од неотесаних селюків, і тому соромиться, через дурість, своєї рідної мови, засновники нетривких фірм поспішають приховати своє походження, відректися від своєї національності, якщо не змінити, то хоча б спотворити свої прізвища, внаслідок чого на магазинних вивісках, Павлюк, наприклад, перетворюється в Павлюкова, Рябошапка або Рябоконь — в Рябошапкова або Рябоконева тощо.
Оригінальний текст (рос.)
Среди старых торговых фирм стали появляться и новые, несомненно, украинского происхождения. Но подобно деревенскому парню, взятому в «москали» и потому считающему себя почему-то выше серой деревенщины и стыдящемуся, по глупости, своего родного языка, основатели недолговечных фирм спешат скрыть свое происхождение, отречься от своей национальности, если не переменить, то хоть исказить свои фамилии, в результате чего на магазинных вывесках, Павлюк, например, преобразовывается в Павлюкова, Рябошапка или Рябоконь — в Рябошапкова или Рябоконева и т. п.
— «Зеркало недели». № 42 (263) 23—29 октября 1999
Після громадянської війни 1922 року Зелений Клин остаточно постав у складі радянської Росії. Русифікацію краю продовжили виселенням корейців і китайців як політично непевних елементів та створенням 1934 року Єврейської автономної області.

### Український рух кінця XIX— початку XX століття

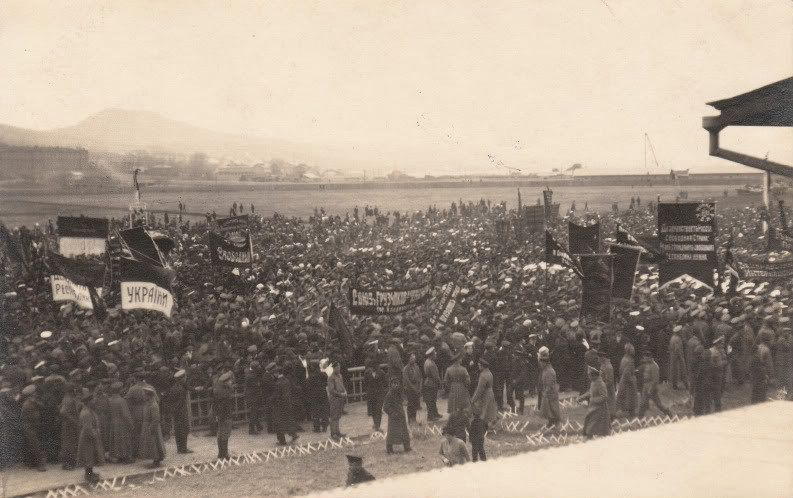
Українська демонстрація у Владивостоці. Період визвольних змагань

Українське громадське життя проявилося досить рано, але слабо, бо своя національна інтелігенція, хоча і нечисленна, була пригнічена режимом. Переселялися переважно селяни, здебільшого неграмотні. Через цензурні умови, введені Емським указом 1876 року, який забороняв саме використання української мови, була відсутня і національна преса. Отож, єдиною можливою тоді формою вияву українського національного життя залишався театр.
1897 року на Далекий Схід приїхала театральна трупа під керівництвом Перовського. Пізніше приїздили й більші театральні гурти, наприклад, велика трупа К. Мирославського. Пізніше гурток поповнився місцевими аматорами і розпався на кілька гуртків-спілок. Ці гуртки об'єднували глядачів у громаду і посилювали громадське мислення.
Найбільш активно діяли в цей час у Владивостоці українські театральні, культурно-освітні гуртки, очолювані офіцером Подем, серед моряків владивостоцького порту. Українські книжки потрапляли на Далекий Схід рідко, але найбільша в народі бібліотека також була у моряків Владивостока.
Вистави пробуджували національну свідомість і мали величезний успіх. Вони йшли по всіх містах Далекого Сходу, від Порт-Артура й Владивостока до Благовєщенська, Хабаровська і менших міст.
Після 1905 року українських книжок, часописів і газет більшає, посилюється зацікавлення театральним та громадським життям. Виконуються перші практичні кроки: 1907 року в Харбіні створено український гурток «Український клуб», завдячуючи більш ліберальним поглядам місцевої адміністрації, ніж у Зеленому Клині.
Стосовно українських поселенських земель на півдні Далекого Сходу, поруч із назвою «Зелений Клин», використовувалися також назви «Нова Україна», «Далекосхідня Україна», «Зелена Україна». У літературі використання назви «Далекосхідня Україна» зафіксоване вже 1905 року в однойменній праці В. С. Ілліча-Світича щодо частини Південно-Уссурійського краю з центром у Микольську-Уссурійському.
У Владивостоці 1907—1908 рр. при Східному інституті засновується «Студенческое Общество Украинцев», яке провадило українську агітацію, ставило театральні вистави, виписувало книжки й часописи, і певний час під керівництвом Б. І. Воблого було досить активне. З 1909 р. регулярно відзначалися Шевченківські свята (у березні, у день смерті поета).
1910 року в Микольськ-Уссурійському було засновану першу на Зеленому Клині «Просвіту». 9 лютого 1910 р. від імені фундаторів — міщанина Петра Хоменка, купця Сергія Ніжинецького, селянина Йосипа Переверзєва-Розсуди, поштово-телеграфного чиновника Захарія Шевченка та телеграфіста Івана Кривоноса військовому губернатору Приморської області було подане офіційне прохання затвердити статут товариства «Просвіта». За статутом, "товариство має метою сприяти розвитку української культури, а головним чином, просвіті українського народу його рідною мовою, діючи в межах Микольськ-Уссурійського та Уссурійського краю.
Для досягнення цієї мети товариство планувало:
- видавати книжки, брошури, часописи, газети й інше українською мовою
- відкривати свої читальні, бібліотеки, музеї, торгівлю книжками тощо
- влаштовувати публічні лекції, читання, загальноосвітні курси, вистави, літературно-музичні вечори, концерти, виставки тощо
- засновувати стипендії, школи, притулки, ясла, бюро праці тощо, просвітні й благодійницькі установи
- закладати конкурси та премії за найкращі твори літератури та мистецтва[13][14].

### Перша світова війна
З початком Першої світової війни та запровадженням суворіших адміністративних заходів українське громадське життя в Зеленім Клину завмирає. Тільки в межах концесії Китайсько-Східної Залізниці (КСЗ) у Маньчжурії можна було провадити деяку українську роботу; це й робили харбінський Український Клуб та театральні гуртки на окремих станціях.

9 березня 1916 року у Владивостоці була спроба створити українську організацію під вивіскою Владивостоцького українського благодійного зібрання.
Задача Украинского Благотворительного общественного собрания — организация подобных мероприятий для сбора пожертвований…
Це «прошеніє» підписали селянин Харківської губернії Федір Миколайович Васильєв, селянин Київської губернії Хома Данилович Стецюк, інженер Дмитро Миколайович Хлобощин, полтавський міщанин Микола Павлович Голиков, лікар Василь Вікторович Потсенко, почесна громадянка Пелагея Трохимівна Ракицька, селянин Полтавської губернії Микола Сильвестрович Савенко, міщанка Б. Д. Новолійник.
У такому стані перебувало все українське життя на Далекому Сході до початку Лютневої революції 1917 року, коли ліквідація заборони на все українське відкрила більші можливості для відносно вільного національно-культурного розвитку українців.

### Боротьба за незалежність

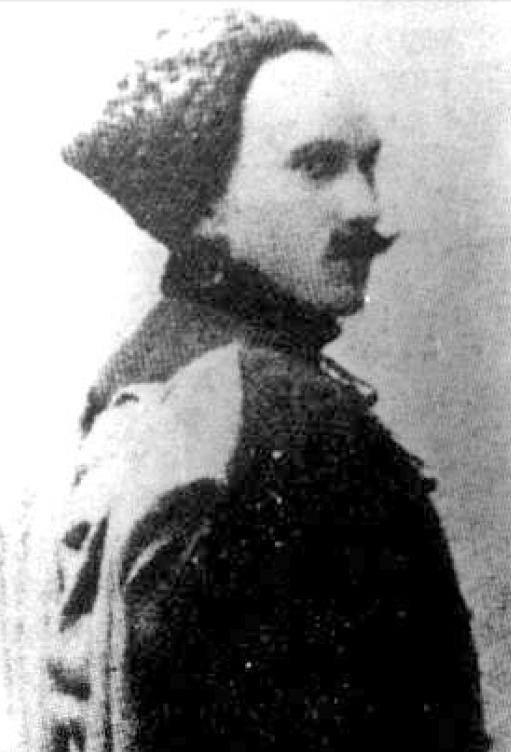
Юрій Глушко-Мова — Голова уряду Зеленого Клину, 1920

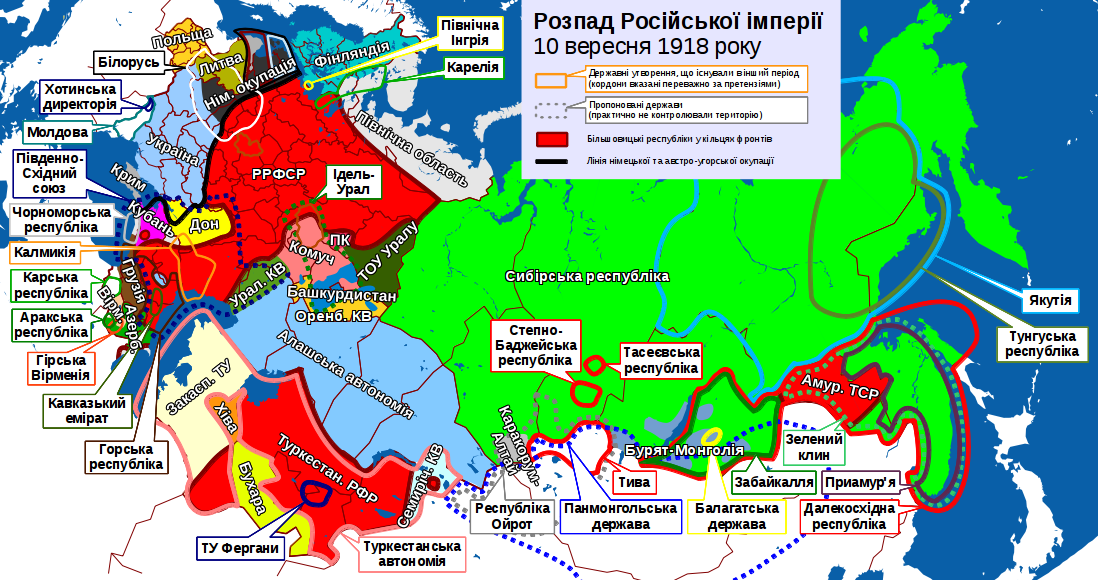
Зелена Україна на мапі розпаду Російської імперії

На початку 1917 на Далекому Сході масово відкривалися гуртки «Громади». Найпотужнішим український рух був у Владивостоці. Тут до місцевої «Громади» записалося понад 1,5 тис. українців; серед них багато вояків. Виникли організації українських політичних партій — есерів та соціал-демократів. З 30 квітня 1917 р. виходить перша на Далекому Сході українська газета «Українець»; редактором її був Дмитро Боровик.
Організація українських громадських центрів у різних місцях Далекого Сходу, особливо на Зеленому Клині та в Маньчжурії, дала можливість скликати 13—14 червня в Микольськ-Уссурійському І Загальний всеукраїнський з'їзд діячів і громадянства Далекого Сходу. Ініціатором скликання його стала Далекосхідна вчительська спілка, головою якої був О. Ступак.
З цього першого з'їзду й бере початок активна планова українська робота на Зеленому Клині. У з'їзді брали участь 53 представники понад 20 громадських і військових організацій (громад, кооперативів, військових і вчительських спілок тощо). Брали участь в окремих комісіях і близько ста українців із правом дорадчого голосу.
Після відкриття з'їзду та привітань було обрано президію на чолі з А. Романюком та заступником О. Ступаком, а потім і комісії: національну, шкільну, фондову й організаційну.
Лідери українського руху в Зеленому Клині у своїй боротьбі робили ставку на допомогу Великій Україні. Вважалося, що якщо Україна стане незалежною державою, то і Зелений Клин автоматично відокремиться від Москви. Це знайшло відбиток і в рішеннях Другого Всеукраїнського з'їзду Далекого Сходу, який відбувся в Хабаровську в січні 1918 р. На ньому було прийнято звернення до уряду Української Народної Республіки, аби він у своїй політиці вимагав від російської влади визнання Зеленого Клину частиною Української держави, оскільки тут українці становлять національну більшість. Серед населення Зеленого Клину навіть було кинуто клич «Усі на захист України».
На третьому з'їзді, який відбувся в квітні 1918 р., було прийнято рішення — боротися за створення незалежної Української держави на Тихому океані та формування Української армії Зеленого Клину. Керівництво було передане Крайовому секретаріату (уряду) на чолі з Юрієм Глушко-Мовою.
Третя сесія Крайової ради відбулася в листопаді 1920 р. у Владивостоці. На ній обговорювалося питання про участь у виборах до Установчих Зборів Далекого Сходу. Сесія запропонувала вибори по національних куріях. Ця пропозиція не відповідала московським інтересам, тому була знехтувана в Читі, і Секретаріат відмовився від виборів. На цій самій сесії був обраний новий Секретаріат, який провадив українські справи до його арешту в листопаді 1922 р. більшовиками. До Секретаріату входили Юрій Мова, Дмитро Кисильов, Віталій Жук, Степан Прант, Андрій Криштофович та Г. Могилецький. Цей Секретаріат провадив підготовку до скликання V Українського далекосхідного з'їзду.
Відбутися йому не судилося.

#### Керівники Зеленої України
- Юрій Глушко-Мова — голова Українського Крайового секретаріату (уряду) з 1918 року
- Борис Хрещатицький — отаман Далекосхідного українського війська з 1918 року.

В історії українського життя на Далекому Сході, починаючи від 1895 і до 1945 року, занотовано тисячі українських вистав та концертів. З їх появою чи припиненням пов'язані розвиток чи занепад громадського життя. Вони були могутнім засобом поширення української пісні і об'єднання українського населення. Нерідко український театр був єдино можливою формою вияву українськості, коли українське слово було під цензурою, чи навіть забороною, а школа і церква не існували.

### 1917—1945 року

Борис Хрещатицький — отаман Зеленої України

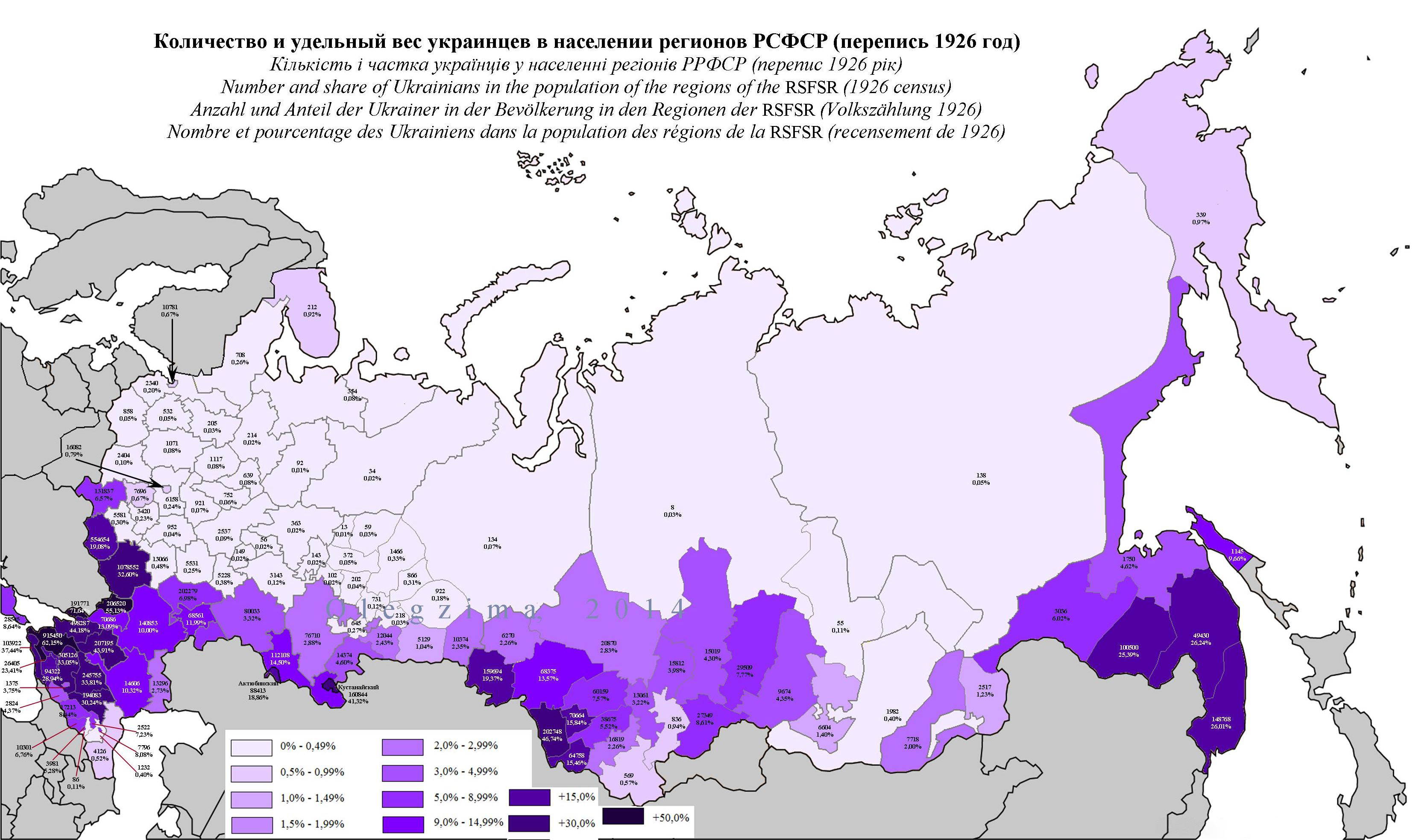
Українці в Росії 1926 р.

26 березня 1917 р. відбулися перші загальні збори української громади у Владивостоці, і створено Товариство «Просвіта», яке очолив Ю. Глушко-Мова.
- У середині червня 1918 р. відбувся Загальний Всеукраїнський з'їзд діячів і громадянства Далекого Сходу у місті Микольську-Уссурійському, який вирішив організувати Далекосхідну Українську Раду і Національний Фонд на потреби українців. Одночасно з'їзд сформулював політичні вимоги далекосхідного українства у формі національно-територіальної автономії України і її «колоніям-землям, які посіли українці в межах російської держави».
- Схожий з'їзд українців Маньчжурії відбувся і в Харбіні, який обрав Маньчжурську Окружну Раду. У 1918 р. відбулося ще два українські з'їзди в Харбіні, які домагалися, аби російський уряд визнав Зелений Клин частиною України, та щоб Москва відкликала із Зеленого Клину озброєні російські частини і передала всю зброю українській владі.
- Під кінець жовтня 1918 року був скликаний IV Надзвичайний з'їзд українців, який затвердив проект конституції українства Далекого Сходу, прийняв постанову про організацію українського війська й обрав новий склад Секретаріату на чолі з Юрієм Глушком-Мовою. Але потім там влада мінялася, прийшли колчаківці й почали переслідувати український рух. З приходом більшовиків почалися масові арешти провідних українців у Владивостоку і розпуск українських організацій.
- Центром культурного та громадсько-політичного життя залишилася Маньчжурія, де провідну роль відігравали колишні старшини Січових Стрільців на чолі з І. Паславським. Там політичне становище українців було значно кращим, ніж в інших осередках.

У Маньчжурії (як і на Зеленому Клину) перші українські поселенці самі були піонерами культурної та економічної розбудови краю. З цього погляду українці в Маньчжурії займали цілком окреме місце.
- Був створений Союз українських емігрантів у Маньчжурії, серед яких провід становили Д. Барченко, П. Марчишин, Іван Світ і П. Яхно. Активно діяла ОУН[15]. Але й тут організоване українське життя перестало існувати зі вступом радянських військ у 1945 році.

### Радянська влада
Наплив українців до Далекого Сходу тривав і в радянський період — практично впродовж усіх 20—80-х рр. XX ст. Українці в цей час прибували на Далекий Схід, рятуючись від примусової колективізації та Голодомору 1932—1933 рр. та 1946—1947 рр., як в'язні ГУЛАГу та примусово депортовані, а згодом — у рамках організованого переселення до сільської місцевості, за оргнаборами для праці в морі, рибній промисловості, за комсомольськими спорядженнями на будівництво промислових об'єктів, як вояки та молоді фахівці після закінчення вищих та середніх навчальних закладів, а також в індивідуальному порядку в пошуках романтики, або високих заробітків.
Однак, унаслідок відсутності будь-яких можливостей для збереження національної ідентичності та задоволення національно-культурних потреб (національної школи, преси, професійних закладів культури) усі нові покоління українців, що постійно прибували до краю впродовж цих десятиліть, зазнавали неухильної русифікації, а їхні діти, які вже тут народжувалися, у більшості ставали «росіянами».
Динаміку чисельності українського населення Далекого Сходу в радянський період відбивають підсумки переписів населення, які проводилися в цей час.
Так, згідно з переписом 1923 р., на Далекому Сході нараховувалося 346,1 тис. українців, які становили 33,7 % (що суттєво менше, ніж за попереднім переписом 1917 р.), у 1926-му — 303,3 тис. (24,4 %), у 1939-му — 361,8 тис. (14,1 %), у 1959-му — 429,5 тис. (9,9 %), у 1970-му — 377,7 тис. (7,2 %), у 1989-му — 543,4 тис. (7,9 %).
Однак фактично, у силу зазначених вище причин, значну частину населення регіону складали і складають досі русифіковані нащадки українських переселенців XIX—XX ст., які себе вважають росіянами, але зберігають певні українські риси в ментальності, мові, духовній та матеріальній культурі. Українську ж самосвідомість зберігають, як правило, особи, що народилися в Україні — переселенці останніх десятиліть.

### 1990-ті роки
За роки радянської влади українська діаспора чисельно збільшилася, зокрема засланцями, але через асиміляцію — насильницьку чи добровільну, значно зменшилася. Щойно послаблення русифікаційного тиску за Горбачова дало можливість організувати українські громади і сприяти росту національної свідомості через піднесення культурного рівня — у різних місцевостях більшого скупчення українців утворилися українські громадські об'єднання, яких у 1995 році нараховувалося 74 у 26 регіонах, з них 16 — релігійних (греко-католиків), й усі вони створили Об'єднання українців Росії на чолі з О. Руденком-Десняком. Більшість цих організацій зареєстровано легально, і вони ведуть свою культурницьку роботу, організовують школи з українською мовою, драматичні гуртки і хори. У 1995 році уряд України підписав Угоду з урядом РФ про співпрацю в галузі культури, науки й освіти та Угоду про співробітництво між державними комітетами України у справах національностей та міграції і Міністерства РФ у справах національностей та федеративних відносин.
У Владивостоці, де колись діяло Товариство «Просвіта», організовано в січні 1991 року Товариство української культури Приморського краю, яке мало на меті організацію концертів і пропагування українського сценічного слова. Місцева влада не поділяла поглядів товариства, та все ж зареєструвала новостворену організацію, але дозволу та часу на трансляцію концертів по телебаченню товариству не надала.
Інше новостворене далекосхідне об'єднання українців «Зелений Клин» засноване 25 червня 1992 року. Об'єднання Українців Примор'я «Громада», також не було зареєстроване і припинило свою діяльність. У 1992/93 шкільному році Товариство української культури Приморського краю спробувало створити українську недільну школу, але місцева влада це заборонила.
1992 року в Уссурійську було зорганізовано Товариство української мови й культури, діяльність якого зводилася, в основному, до відзначення національно-культурних подій та релігійних свят. Але в 1999 році воно також припинило своє існування. Була також спроба видавати український часопис «Українець на Зеленому Клині», який у листопаді 1993 року перестав виходити через брак не тільки матеріальної, але й моральної підтримки.
Останнім часом, через політику асиміляції українське населення Далекого Сходу швидко зменшується. Ця тенденція наочно виявилася в даних російського перепису 2011 року, згідно з якими чисельність українців у регіоні, у порівнянні з підсумками попереднього перепису 2002 року, скоротилася практично в п'ять разів — з 256 378 до 49 953 осіб. Відповідно, приблизно вдвічі зменшилася і частка українців у населенні регіону — з 4,4 % в 2002 році і до 2,8 % — у 2010 році. У той же час випускається літературний збірник «Далекосхідна хвиля».

## Відомі українці, пов'язані з Зеленим Клином життям та працею
- Авраменко Василь Кирилович 10 (22) березня 1895 року, містечко Стеблів Черкаського повіту Київської губернії — 6 травня 1981 року, Нью-Йорк, США, перепохований у Стеблеві) — український хореограф, актор, продюсер, режисер, педагог, дослідник і знавець українського народного танцю, один із фундаторів нового напряму в сучасному світовому танцювальному мистецтві — сценічної народної хореографії.
- Іван Багряний (1906—1963) — український письменник. У 1932—1937 рр. перебував на засланні в Зеленому Клині, звідки втік до України. Почуття від пережитого на засланні та під час втечі висловлені в романі «Тигролови» (1944).
- Глушко «Мова» Юрій Косьмич (1882—1942) — український громадський і політичний діяч. Керівник національно-державницького руху на Зеленому Клині в 1918 році.
- Кріль Анатолій Улянович († 3 квітня 2004, Владивосток)  — громадський і культурний діяч Зеленого Клину. Організатор і керівник українського народного хору «Горлиця» (який тепер має його ім'я). Голова першої зареєстрованої на Далекому Сході парафії УПЦ КП. Громадська та релігійна діяльність А. Кроля викликала шалений опір з боку місцевої влади. 1 квітня 2004 року, повертаючись додому з репетиції хору, Анатолій Кріль був жорстоко побитий невідомими. Через день, 3 квітня 2004 року, від отриманих травм він помер. Убивці А. Кроля не знайдені донині. Діяльність УПЦ КП у Владивостоці заборонена[17][18][19][20][21].
- Світ Іван Васильович (1897—1989) — український журналіст, історик та громадсько-політичний діяч на Далекому Сході. Автор дослідницьких розвідок про Зелений Клин.
- Яхно Павло Павлович (1 жовтня 1898 року, с. Хороль Приморської обл. — після 1954, СРСР) — український громадський діяч на Далекому Сході.

### Художня література
- Буженко В. Пустинник на Зеленім Клині [Архівовано 27 січня 2021 у Wayback Machine.]. — Прудентополіс: Видавництво і Друкарня о. Василіян в Прудентополі, 1962. — 127 с.